# Kilometr
Kilometr (symbol: km) – powszechnie stosowana wielokrotność metra, podstawowej jednostki długości w układzie SI. Dokładniej, kilometr to 1000 metrów. Stowarzyszona i dość często używana jednostka powierzchni to kilometr kwadratowy (symbol: km²), a objętości – kilometr sześcienny (symbol: km³).

## Kilometr

### Przeliczenia na inne jednostki
1 kilometr to:
- 1000 metrów (1 metr jest równy 0,001 kilometra),
- około 0,621 mili angielskiej (1 mila angielska to 1,609344 kilometra),
- około 1094 jardy (1 jard to około 0,0009144 kilometra),
- około 3281 stóp (1 stopa to 0,0003048 kilometra).

Wśród wielokrotności metra przewidzianych przedrostkami układu SI jednostką bezpośrednio mniejszą od kilometra jest hektometr, a bezpośrednio większą – megametr.

### Zastosowanie
Niemal we wszystkich państwach świata używa się kilometra jako standardowej miary odległości, szczególnie na znakach drogowych wskazujących odległość do danego celu (miasta, lotniska, węzła drogowego). W USA, gdzie wcześniej stosowano powszechnie mile, stopniowo wprowadza się oznakowanie oparte na kilometrze (co skądinąd wzbudza pewne kontrowersje). Jednak podstawowym przykładem państwa, w którym nie stosuje się kilometra w oznaczeniach drogowych, jest Wielka Brytania. W najbliższej przyszłości nie przewiduje się zmian na tym polu, co pozostaje w kontraście z oficjalnie przyjętym systemem metrycznym w tym państwie. 
W kolarstwie szosowym często organizuje się etap wyścigu polegający na jeździe na czas na dystansie jednego kilometra.

### Unicode
Dla celu zachowania kompatybilności z językami chińskim, japońskim czy koreańskim, Unicode zawiera symbole:
- kilometr – kod 0x339E (㎞)
- kilometr kwadratowy – kod 0x33A2 (㎢)
- kilometr sześcienny – kod 0x33A6 (㎦)

## Kilometr kwadratowy
Kilometr kwadratowy (symbol: km²) – jednostka wielokrotna jednostki pola powierzchni – metra kwadratowego.
1 km² = 
- 1 000 000 m²
- 10 000 dam² = 10 000 arów
- 100 hm² = 100 ha
- 0,386 102 mili kwadratowej
- 247,105 381 akrów

Odwrotnie:
- 1 m² = 0,000 001 km²
- 1 dam² = 1 ar = 0,0001 km²
- 1 hm² = 1 hektar = 0,01 km²
- 1 mila kwadratowa = 2,589 988 km²
- 1 akr = 0,004 047 km²

## Kilometr sześcienny
Kilometr sześcienny (symbol: km³) to jednostka wielokrotna jednostki objętości – metra sześciennego w układzie SI.
1 km³ = 109 metrów sześciennych

1 km³ = 1012 litrów
metr sześcienny << kilometr sześcienny << gigametr sześcienny
Objętość 1 kilometra sześciennego mają – zgodnie z definicją – sześcian o krawędzi 1 kilometra, albo kula o średnicy około 1240 metrów. Miara używana rzadko, zazwyczaj do określania zawartości wód w jeziorach, morzach, oceanach, lodowcach lub objętości planet, księżyców i ciał niebieskich. 
Przykłady:
- 0,0026 km³ (= 2,6 mln m³) – piramida Cheopsa
- 1,3 km³ (= 1,3 miliarda m³) – jezioro Biel k. Biel w Szwajcarii
- 3,9 km³ – jezioro Zurych k. Zurychu w Szwajcarii
- 6,5 km³ – jezioro Lugano k. Lugano na granicy Szwajcarii i Włoch
- 12,5 km³ – jezioro Gordon (Tasmania) – największe jezioro zaporowe Australii
- 88,9 km³ – Jezioro Genewskie k. Genewy w Szwajcarii
- 205 km³[1] – Jezioro Wiktorii na granicy Tanzanii, Ugandy i Kenii – największe jezioro zaporowe na świecie
- 280 km³ – jezioro Onega k. Pietrozawodska w Karelii, w Rosji
- 4918 km³ – jezioro Michigan w USA
- 23 tys. km³ – jezioro Bajkał w Rosji
- 550 tys. km³ – Morze Czarne
- 3700 tys. km³ – Morze Śródziemne
- 300 mln km³ – Ocean Atlantycki
- 1,638×1011 km³ – Mars
- 1,0832×1012 km³ – Ziemia
- 1,4255×1015 km³ – Jowisz
- 1,41 × 1018 km³ – Słońce
- 125 000 × (1,41 × 1018) km³ – Aldebaran A

## Wyższe wielokrotności metra
Wielokrotności metra wyższe niż kilometr są praktycznie nieużywane. Do opisywania odległości w skali astronomicznej stosuje się raczej tysiące i miliony kilometrów lub jednostki pozaukładowe: rok świetlny, parsek, jednostka astronomiczna.